# Odette
Odette er en italiensk stumfilm fra 1916 af Giuseppe de Liguoro.

## Medvirkende
- Francesca Bertini som Odette.
- Alfredo De Antoni som André Latour.
- Carlo Benetti.
- Olga Benetti som Consuelo.
- Guido Brignone.